# Makrai Pál
Makrai Pál (Budapest, 1945. december 13. –) magyar zenész, színész.

## Életpályája
Szülei: Makrai Kristóf és Simonyi Erzsébet. Középiskolai tanulmányait a budapesti Kölcsey Ferenc Gimnáziumban végezte el. Kéziszedő nyomdász végzettséget szerzett, két évet dolgozott a szakmájában.  1963-tól zenész volt az Atlasz, az Apostol, a Korál, a Kormorán együttesben, a Színészzenekarban, az Old Sámson és a Favágók együttesben. 1981-1996 között a Rock Színház tagja volt. 1996-tól -rövid ideig- a Budapesti Operettszínház tagja volt.
Fellépett többek között a Musical Színházban és a Sziget Színházban is. Játszott a Ruttkai Éva Színházban, a Pesti Magyar Színházban, a Nemzeti Színházban, a Madách Színházban, az Erkel Színházban és a Vígszínházban is. Fellépett már Békéscsabán, Egerben, Zalaegerszegen, Nyíregyházán, Székesfehérváron és Tatabányán is.

## Színházi munkái
A Színházi Adattárban regisztrált bemutatóinak szám: színészként: 88; zeneszerzőként: 1.

### Színészként
- Várkonyi Mátyás: Sztárcsinálók... Pál; Seneca
- Lloyd-Webber:Jézus Krisztus Szupersztár...Júdás
- Leonard Bernstein: West Side Story... Mouth Piece; Doc
- Huszti Zoltán: Jónás könyve... Az Úr
- Várkonyi Mátyás: Farkasok... Öreg
- Kemény-Kocsák: A krónikás... Joáb
- Lloyd Webber: Evita... Magaldi
- Várkonyi Mátyás: A bábjátékos... Csendbiztos
- MacDermot: Hair... Apa
- Miklós Tibor: Musical Musical...
- Lloyd Webber: Jézus Krisztus szupersztár... Júdás
- Miklós Tibor: Csillag Nápoly egén... Lucca Cippa
- Schönberg: A nyomorultak... Javert; Püspök; Bíró; Tiszt; Fauchelevant
- Szakcsi Lakatos Béla: A bestia... Soma; Kakastollas lovag
- G. Szabó Sándor: A pelikán és más állattörténetek...
- Rossa László: Temesvár, 1514... Lőrinc pap
- Várkonyi Mátyás: Dorian Gray... Mr. Isaacs
- Kocsák Tibor: Légy jó mindhalálig... Sarkadi tanár úr; Báthory tanár úr
- Andersson-Ulvaeus: Chess (Sakk)... Frederick
- Gallai Péter: Kolumbusz, az őrült spanyol hányattatásai szárazon és vízen, avagy egy vállalkozó odisszeiája... Santangel
- Szörényi Levente: Atilla – Isten kardja... Margosz; Theodoziusz
- Sondheim: Orgyilkosok... Charles Guiteau
- Kocsák Tibor: Anna Karenina... Cord; Velencei énekes
- Russell: Vértestvérek... Narrátor
- Szörényi Levente: István, a király... Solt
- Makrai: Rózsák, szerelmek... Énekes
- Margoshes: Hírnév/Fame... Mr. Sheinkopf
- Kelham: JFK...
- Várkonyi Mátyás: Egri csillagok... Cecey Péter
- Dés László: A dzsungel könyve... Akela
- Kormorán: Zúgjatok harangok! - 1848...
- Illés Lajos: Betlehem csillaga...
- Kormorán/Szűts István: A megfeszített... Áruló
- Bognár Zsolt: Jeanne d'Arc... Jacques d'Arc
- Wildhorn: Jekyll és Hyde... John Utterson
- Presser Gábor: Képzelt riport egy amerikai popfesztiválról...
- Várkonyi Mátyás: Ifipark... Kenő elvtárs
- Molnár Ferenc: A doktor úr... Cseresnyés
- Móra Ferenc: A kincskereső kisködmön... Küsmödi
- Schittenhelm: Da Vinci... Verocchio mester
- Thomas: Charley nénje... Stephen Spittigue
- Kocsák Tibor: Nana... Bordenave; 1. nyaralótulajdonos
- Szekeres Géza: Cyrano... Guiche
- Szörényi Levente: Árpád népe...
- Kocsák Tibor: Utazás...
- Jacobi Viktor: Leányvásár... Gróf Rottenberg
- Szemenyei János: Vuk... Karak
- Carlo Goldoni: Két úr szolgája...
- Mészáros-Szemenyei: Drakula... Lelkész
- Andrew Lloyd Webber: József és a színes, szélesvásznú álomkabát... Jákob
- Szűts István: A kőszívű ember fiai... Baradlay Kázmér
- Porter: Csókolj meg, Katám!... Harry Trevor (Baptista)
- Wildhorn: A Vörös Pimpernel... Hal
- Ács Bálint: Tenkes kapitánya... Siklósi bácsi
- Másik Lehel: Klapka... Haynau
- Galambos-Turesán-Meskó: Kell egy színház... Sugár Endre
- Szűts István: Trója... Priamosz
- Dés László: Sose halunk meg... Lóversenyrajongó; Dönci a fakanalas
- Másik Lehel: Fehérlaposok... Géza bácsi

### Zeneszerzőként
- Wilde: Rózsák, szerelmek (1996)

## Filmjei
- Privát kopó (1993)
- Frici, a vállalkozó szellem (1993)
- István király (1993)
- Helycsere (1994)
- Elektra mindörökké (1995)
- Szamba (1996) (filmzene)
- Offenbach titkai (1996)
- Honfoglalás (1996)
- Túl az életen (1997)
- Időgéppel a lovagkorban (1998)
- Atilla, Isten kardja (1998)
- Vakvagányok (2001)
- Sacra Corona (2001)
- Telitalálat (2003)
- Szeret, nem szeret (2003-2004)
- BMM 2 (2005)
- A harag napja (2006)
- Árpád népe (2006)
- Eragon (2006)
- A Napba öltözött leány (2006)
- A Cég - A CIA regény (2007)
- A katedrális (2010)

## Lemezei
- Állati mulatságok (1987)
- Híd (1989)
- Az ördög hárfái (2007)

## Díjai
- Artisjus-díj (2000)